# 马蒂亚斯·普拉策克

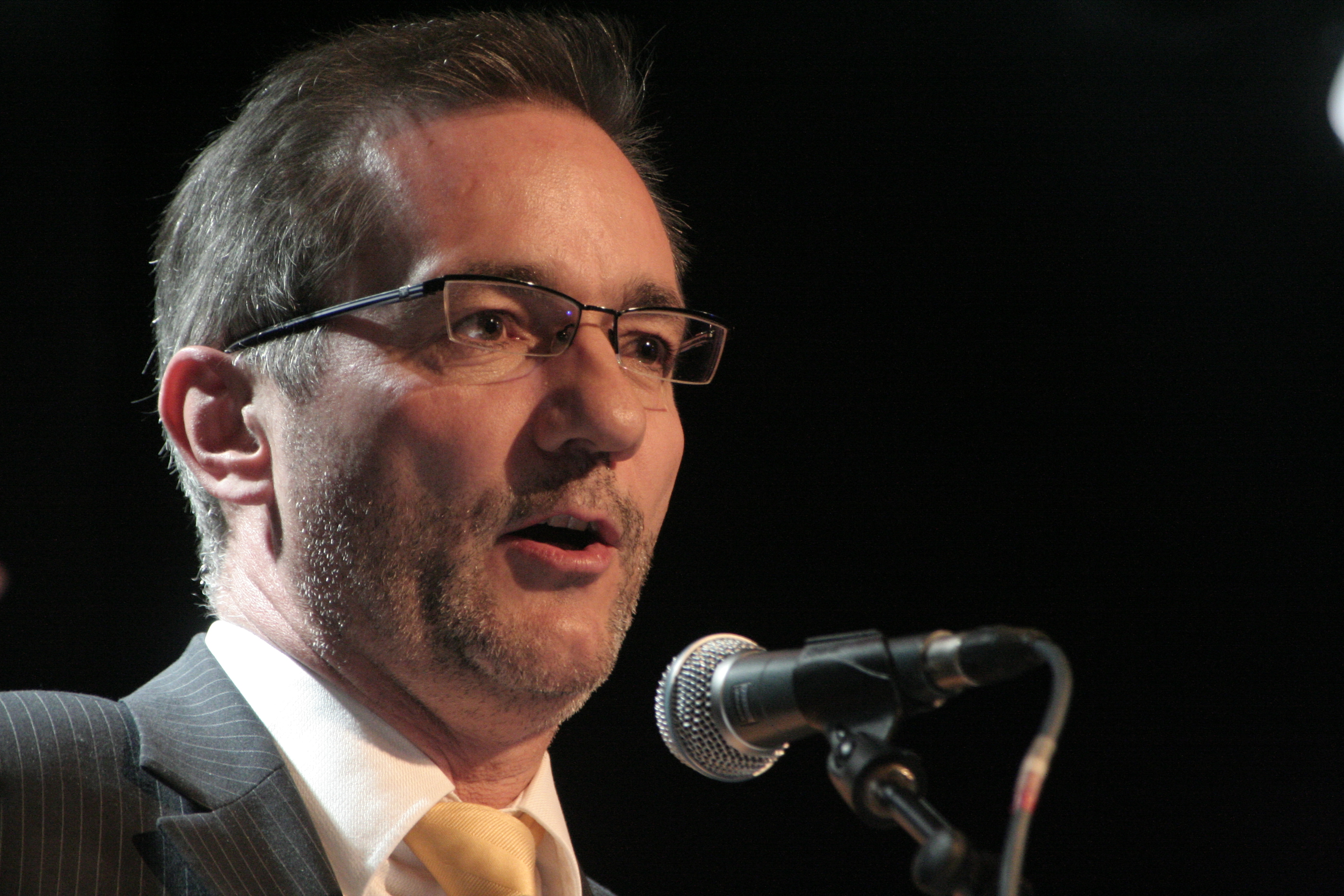
马蒂亚斯·普拉策克

马蒂亚斯·普拉策克（德語：Matthias Platzeck；1953年12月29日—），德国政治人物。2002年至今，担任勃兰登堡州州长。在2005年11月至2006年4月间，曾担任德国社会民主党主席。

## 生平
1953年，生于波茨坦。2005年10月，因党内矛盾，原德国社民党主席弗朗茨·明特费林辞职，马蒂亚斯·普拉策克接任。2006年4月10日，马蒂亚斯·普拉策克因病辞职。